# Asclepias perennis
Asclepias perennis är en oleanderväxtart som beskrevs av Thomas Walter. Asclepias perennis ingår i släktet sidenörter, och familjen oleanderväxter. Inga underarter finns listade i Catalogue of Life.